# Air Norway
Air Norway war eine norwegische virtuelle Fluggesellschaft mit Sitz in Ørland. Sie hat den Betrieb im Jahr 2017 eingestellt.

## Geschichte
Air Norway wurde 2003 von Gunnar Hagsveen gegründet. Das Unternehmen besaß kein Air Operator Certificate und beauftragte die dänische Gesellschaft North Flying mit der Durchführung ihrer Flüge. Die Betriebsaufnahme erfolgte am 23. Mai desselben Jahres mit einer Fairchild Swearingen Metro der dänischen Partnergesellschaft zwischen dem Flughafen Oslo-Gardermoen und Ørland.
Der Gründer und Leiter der Fluggesellschaft, Gunnar Hagsveen, erkrankte jedoch kurz nach der Betriebsaufnahme was zu einem Problem im Betrieb und Marketing und zum anderen zum Zusammenbruch der Passagierzahlen führte. Der Gründer verstarb Weihnachten 2003, die Gesellschaft jedoch bekam das Marketing wieder aufgestellt, sodass Air Norway schon bald über eine angemessene Auslastung verfügte. Jedoch hatte der schwierige Start zu hohen Schulden geführt, die den Betrieb der immer noch defizitären Fluggesellschaft gefährdeten. Daraufhin bat Air Norway die Lokalregierung Ørlands um ein Darlehen von 650.000 Norwegischen Kronen. Da die Lokalregierung den Betrieb der Flugroute nach Oslo für die Entwicklung der Gemeinde als sehr wichtig eingestuft hatte, bekam Air Norway Anfang 2004 das Darlehen nach mehreren Anläufen. Gleichzeitig wurde die Gesellschaft an Sven Rosenvinge verkauft.
Im Jahr 2005 war Air Norway noch immer defizitär. Die Gemeinde Ørland entschied sich zum Kauf der virtuellen Fluggesellschaft und zahlte für die Hälfte der Anteile einen Preis von 1 Million Norwegischer Kronen, die verbleibende Hälfte ging an die dänische North Flying. Gleichzeitig schied Sven Rosenvinge aus der Gesellschaft aus. Die Transaktion führte zu neuem Kapital und zu einer mittelfristigen Deckung des verlustreichen Flugbetriebes. Unter neuer Führung wurde das Unternehmen in der Region populärer und gewann somit mehr dänische Touristen. Für letztere bot Air Norway einen Flug von Oslo nach Aalborg an, der seit 2004 geführt wurde.
Die Gewinnzone wurde jedoch weiterhin nicht erreicht und somit musste Air Norway weiterhin von der Gemeinde finanziert werden. Im Juli 2005 konnte das Unternehmen seinen zehntausendsten Passagier begrüßen. Im selben Jahr verschob Air Norway zudem seinen Sitz von Drammen nach Brekstad in Ørland.
Weiterhin lief die Fluggesellschaft defizitär, in den ersten drei Monaten konnte sie gegenüber dem Vorjahr 2006 ein Passagierwachstum von 40 Prozent vorweisen. 2006 stockte man zudem zum 1. Oktober die Kapazitäten für den Verkehr zwischen Oslo und Ørland erheblich auf.
Nach dem Bankrott von Coast Air im Januar 2008 bewarb sich Air Norway mit ihrer durchführenden Fluggesellschaft North Flying um einige vom Norwegischen Verkehrs- und Kommunikationsministerium für einen kurzen Zeitraum kurzfristig ausgeschriebene Strecken. Air Norway und North Flying erhielten ab dem 1. April 2008 den Vertrag für den einjährigen Betrieb der  Strecke von Fagernes nach Oslo, für die ein Zuschuss von 11,9 Millionen norwegische Kronen gezahlt wurde. Im gleichen Jahr übernahm man im Februar die Strecke von Fagernes nach Trondheim. Beide Strecken wurden nach Ablauf des Vertrages 2009 wieder eingestellt.
Das Jahr 2009 begann für Air Norway sehr schlecht. Die Norwegischen Streitkräfte ließen ihre Mitarbeiter für einen nah an dem Flughafen gelegenen Stützpunkt nicht mehr mit Air Norway über Ørland, sondern mit einer anderen Fluggesellschaft über Trondheim und anschließend zwei Autostunden reisen. Da diese Passagiere etwa ein Drittel des Aufkommens auf der Strecke ausgemacht hatten, verlor man so 1300 Passagiere. Wegen der geringeren Auslastung schrieb Air Norway wieder rote Zahlen. Es wurde ein Restrukturierungsprogramm begonnen. Um die Bekanntheit der Air Norway zu steigern und somit den Sitzladefaktor zu erhöhen, gab die Gemeinde zur Jahreswende 2009/2010 62.500 Norwegische Kronen in Form eines Darlehens, die für einen Werbespot im Halbfinale des Dansk Melodi Grand Prix am 8. Januar 2010 genutzt wurden.
Am 28. November 2016 stellte Air Norway vorerst den Betrieb ein, da die Start- und Landebahn des Flughafens Ørland neu betoniert wurde.
Air Norway befand sich mit 40 Prozent im Besitz der Nordic Air und Ørland und mit 20 Prozent im Besitz der North Flying. Die Strecke von Ørland nach Oslo wurde mit 1 Million Norwegischer Kronen jährlich unterstützt.

## Flugziele
Air Norway bediente von Oslo aus Ziele in Norwegen sowie in Dänemark.

## Flotte
Mit Stand Juni 2017 besaß Air Norway keine eigenen Flugzeuge mehr. In der Vergangenheit wurde eine Fairchild SA-227-DC Metro 23 durch North Flying betrieben.